# Baga (Nigeria)
Pour les articles homonymes, voir Baga.
Baga est une localité du Nigeria, située dans l'État de Borno, à proximité du lac Tchad, au nord de la ville de Kukawa. Elle dépend de la zone de gouvernement local de cette même Kukawa.

## Géographie

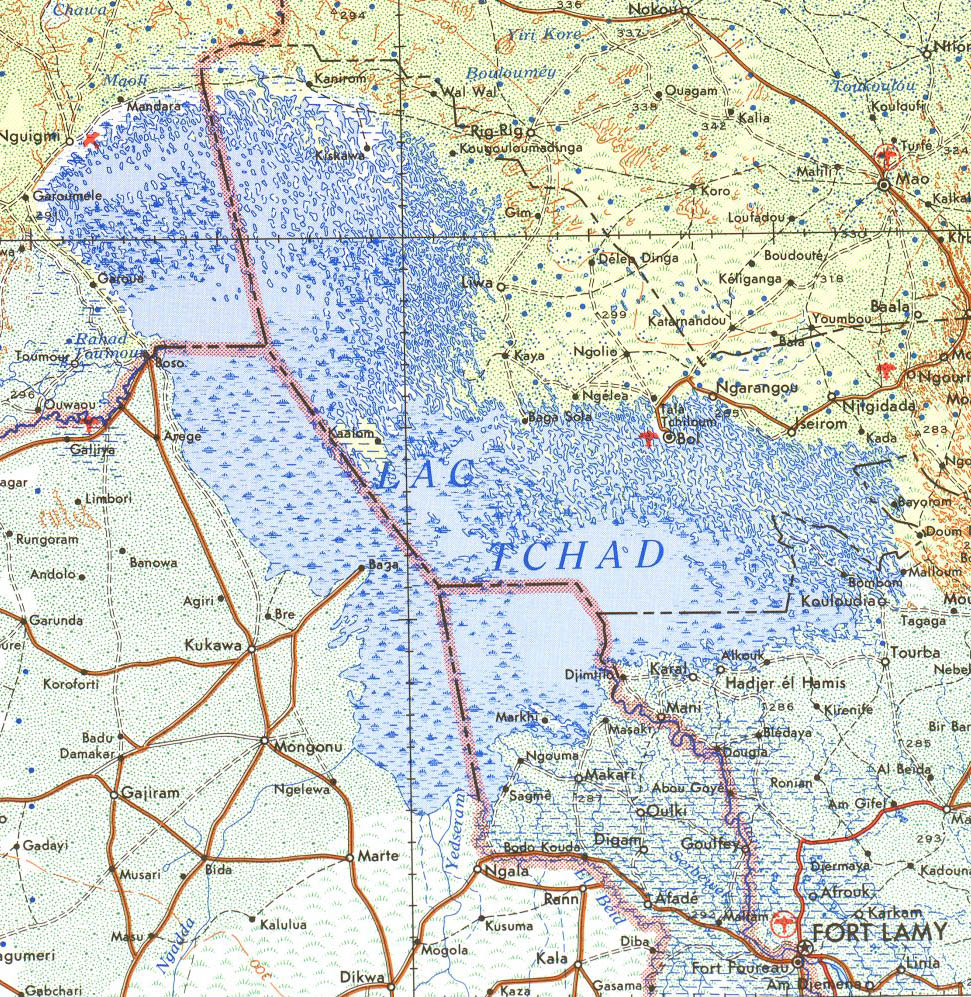
Sur cette carte de 1973, Baga apparaît sur une péninsule s'enfonçant dans le lac Tchad.

La ville est à environ 196 km de Maiduguri, la capitale de l'État de Borno. Le marché aux poissons, Doron Baga, était situé en 2000 à environ six kilomètres de la ville. Baga se situait dans les décennies 1960 à 1970  sur les rives du Lac Tchad, et était elle-même un centre de pêche, mais le retrait du lac a entraîné une migration d'une partie des pêcheurs et la reconversion d'autres à une agriculture de subsistance,,.

## Histoire
En avril 2013, plus de 185 personnes ont été tuées, et 2 000 maisons détruites, à la suite de combats entre l'armée nigériane et le groupe islamiste Boko Haram lors de la bataille de Baga (2013).
En janvier 2015, Boko Haram lance une grande offensive sur Baga et sa base militaire, puis sur les villages alentour, tuant des centaines de civils et détruisant de nombreux édifices.